# Super 8 (film)
Super 8 è un film del 2011 scritto e diretto da J. J. Abrams.

## Trama
Nell'estate del 1979, un gruppo di amici in una piccola cittadina dell'Ohio è testimone di un incidente ferroviario mentre sta girando un film in super 8 nei pressi del luogo del disastro. Subito i ragazzi sospettano che l'incidente non sia stato tale e, subito dopo, strane sparizioni e misteriosi eventi iniziano ad avere luogo nella loro città. Lo sceriffo locale cercherà di vederci chiaro, scoprendo qualcosa di molto più spaventoso di quanto non avessero osato immaginare; si tratta di un carico militare segreto proveniente dall'Area 51.

## Promozione
Il primo teaser trailer ufficiale è stato distribuito nel maggio 2010 assieme al film Iron Man 2. Il primo trailer ufficiale è andato in onda durante il XLV Super Bowl ed ha suscitato grande interesse per i contenuti nascosti nei frame finali del film. Il primo trailer in italiano è stato pubblicato in esclusiva sul sito del Corriere della Sera il 16 marzo 2011. Un altro teaser interattivo è stato distribuito nella sezione "Extra" del videogioco Portal 2 di Valve.

## Distribuzione
Il film è stato distribuito nelle sale cinematografiche statunitensi il 10 giugno 2011.
La distribuzione italiana, sia tradizionale sia IMAX, è iniziata il 9 settembre 2011.

## Accoglienza

### Incassi
Durante il primo fine settimana di programmazione la pellicola ha incassato 35.451.168 dollari. Gli incassi totali ammontano a 259.700.000 dollari di cui oltre 127.000.000 in USA e Canada.

### Critica
Super 8 ha ricevuto recensioni positive da parte della critica. Il sito aggregatore di recensioni Rotten Tomatoes riporta che l'81% delle 297 recensioni professionali ha dato un giudizio positivo sul film, con una media di voto di 7,30 su 10; il consenso critico recita: "Per alcuni potrebbe evocare un po' troppo avidamente i ricordi dei classici successi blockbuster, ma Super 8 ha brividi, abbagliamento visivo e profondità emotiva da vendere". Su Metacritic il film ha un punteggio del 72 su 100 basato sul parere di 41 critici, indicando "recensioni generalmente favorevoli".

## Riconoscimenti
- 2011 - Satellite Award
  - Nomination  Miglior attrice non protagonista a Elle Fanning
  - Nomination  Miglior sonoro
  - Nomination  Miglior colonna sonora a Michael Giacchino
  - Nomination  Migliori effetti speciali
- 2011 - Scream Award
  - Best Science Fiction Movie
  - Best Scream-Play a J. J. Abrams
  - Nomination Best Director a J. J. Abrams
  - Nomination Breakout Performance - Female a Elle Fanning
  - Nomination Holy Sh!t! Scene of the Year all'incidente ferroviario
- 2011 - Phoenix Film Critics Society Awards
  - Miglior cast
  - Nomination Miglior film
  - Nomination Miglior montaggio a Maryann Brandon e Mary Jo Markey
  - Nomination Migliore colonna sonora a Michael Giacchino
  - Nomination Miglior attore debuttante protagonista o non protagonista a Joel Courtney
- 2012 - Empire Awards
  - Nomination Miglior debutto a Elle Fanning
  - Nomination Miglior fantasy a Steven Spielberg, J. J. Abrams e Bryan Burk
- 2012 - Saturn Award
  - Best Performance by a Young Actor a Joel Courtney
  - Miglior regia a J. J. Abrams
  - Miglior colonna sonora a Michael Giacchino
  - Nomination Best Performance by a Young Actor a Elle Fanning
  - Nomination Miglior film di fantascienza
- 2012 - Hollywood Film Festival
  - Spotlight Award a Elle Fanning